# Euophrys mottli
Euophrys mottli là một loài nhện trong họ Salticidae.
Loài này thuộc chi Euophrys. Euophrys mottli được Gábor von Kolosváry miêu tả năm 1934.